# Anatolij Kowalow
Anatolij Gawriłowicz Kowalow (ros. Анатолий Гаврилович Ковалёв, ur. 18 maja 1923, zm. 17 stycznia 2002 w Moskwie) – radziecki dyplomata i poeta.

## Życiorys
Od 1945 należał do WKP(b), 1948 ukończył Moskiewski Państwowy Instytut Stosunków Międzynarodowych, potem pracował w aparacie doradcy politycznego Radzieckiej Komisji Kontrolnej w Niemczech, później był pomocnikiem ministra spraw zagranicznych ZSRR i kierownikiem grupy doradców przy ministrze. Kierował Wydziałem I Europejskim Ministerstwa Spraw Zagranicznych ZSRR, 1971-1986 był zastępcą ministra - szefem Zarządu Planowania Przedsięwzięć Polityki Zagranicznej, 1986-1991 I zastępcą ministra spraw zagranicznych ZSRR, po rozpadzie ZSRR o przejściu na emeryturę doradzał ministrowi spraw zagranicznych Federacji Rosyjskiej. Od 25 lutego 1986 do 2 lipca 1990 był członkiem Centralnej Komisji Rewizyjnej KPZR. Napisał wiele książek. Od 1977 regularnie publikował swoje wiersze, był również laureatem wielu konkursów jako autor tekstów piosenek oraz członkiem Związku Pisarzy Rosji. Pochowany na Cmentarzu Nowodziewiczym w Moskwie.

## Odznaczenia i nagrody
- Order Lenina
- Order Rewolucji Październikowej
- Order Czerwonego Sztandaru Pracy (trzykrotnie)
- Nagroda Państwowa ZSRR